# Garibaldi (Bianciardi)
(Le frasi conclusive del libro)
Garibaldi è un libro del 1972 dello scrittore Luciano Bianciardi, pubblicato un anno dopo la morte dell'autore.
Ultima opera di Bianciardi, Garibaldi conclude anche quel filone risorgimentale a cui Bianciardi si era più volte dedicato precedentemente con opere come Da Quarto a Torino (1960), La battaglia soda (1964) e Daghela avanti un passo! (1969). Il libro si apre con una dedica alla figlia Luciana.
Il libro ripercorre tutta la vita di Giuseppe Garibaldi, ricostruendo una biografia avvincente ed inusuale del condottiero nizzardo ed è considerato il completamento del progetto didascalico avviato con Daghela avanti un passo!, di tre anni prima.

## Edizioni
- Luciano Bianciardi, Garibaldi, L'Intrepida, Arnoldo Mondadori Editore, 1972.
- Luciano Bianciardi, Garibaldi, Varia Narrativa, Arnoldo Mondadori Editore, 1982.
- Luciano Bianciardi, Garibaldi, ExCogita, 2010,  p. 114.